# 연습함대 (해상자위대)
연습함대(練習艦隊 렌슈칸타이[*], 영어: JSMDF Training Squadron)는 해상자위대의 군사 훈련 및 연습 함대이다. 구레 기지를 모항으로 두고 있다.

## 역사
1957년 5월 10일에 제1, 2, 11, 12, 13연습대(練習隊)를 편성하고 기함에 경비함 우메(うめ, 옛 USS 엘렌타운 (PF-52))으로 지정하여 연습대군(練習隊群)으로서 설립되었다. 이듬해 제11,12,13연습대는 폐지되었다.
1961년 6월 12일, 연습함대로 개편되었다.
1970년 3월 2일, 제2연습대가 폐지되었다.
1996년 입항을 마지막으로 1999년부터 대한민국-일본 관계가 나빠지면서 입항하지 못했다가, 약 11년만인 2007년 9월 12일에 인천 해군기지에 다시 입항하였다.
2017년 10월 23일, 평택 해군기지에 입항하였다.

## 구조

### 편성
연습대는 1등해좌가 사령으로 임명되고, 반드시 최소 2척 이상의 연습함으로 지정된 함정이 배치된다.
- 기함: 가시마 (TV 3508)
- 제1연습대
  - 시마유키 (TV 3513)
  - 세토유키 (TV 3518)
  - 야마유키 (TV 3519)
- 제2연습대; 1970년 3월 2일, 폐지
- 제11연습대; 1958년 4월 1일, 폐지
- 제12연습대; 1958년 4월 1일, 폐지
- 제13연습대; 1958년 4월 1일, 폐지

### 기함
| # | 명칭   | 취임일          | 이임일          | 참고                    |
| - | ------ | --------------- | --------------- | ----------------------- |
| 1 | 우메   | 1957년 5월 10일 | 1970년 3월 31일 | 옛 USS 엘렌타운 (PF-52) |
| 2 | 가토리 | 1970년 4월 1일  | 1994년 1월 25일 | 3대 가토리              |
| 3 | 가시마 | 1995년 1월 26일 | 현재            | 3대 가시마              |

## 계보
- 1957년 5월 10일,
練習隊群 렌슈타이군[*]
- 1961년 6월 12일,
일본어: 練習艦隊 렌슈칸타이[*]
영어: JSMDF Training Squadron

## 참고
1. ↑  박기현 (2007년 9월 12일). “일본 연습함대, 11년만의 방문”. YTN. 2016년 6월 24일에 확인함.
2. ↑  小瀧彬 (1957년 4월 27일). “海上自衛隊訓令第１７号: 練習隊の編制に関する訓令” (PDF) (일본어). 일본 방위성. 2016년 5월 27일에 확인함.